# Számosz nemzetközi repülőtér
A Számosz nemzetközi repülőtér (IATA: SMI, ICAO: LGSM) Görögország egyik nemzetközi repülőtere, amely az Észak-Égei-szigeteken található. Éves utasforgalma 440 755 fő (2018). Üzemeltetője a Fraport Greece.

## Futópályák
A repülőtér futópályái:
- 09/27 (2100 m, 45 m, aszfalt)

## Forgalom
Az utasforgalom az elmúlt években az alábbi módon változott:
| Utasok száma | 418 010 | 412 898 | 468 394 | 409 047 | 450 918 | 410 565 | 343 717 | 346 780 | 479 975 | 452 264 |
|              | 1994    | 1997    | 2000    | 2003    | 2006    | 2010    | 2013    | 2016    | 2019    | 2022    |

## Légitársaságok és úticélok
| Légitársaság                  | Célállomások                                                               |
| ----------------------------- | -------------------------------------------------------------------------- |
| Austrian Airlines             | Szezonális: Bécs                                                           |
| Air Serbia                    | Szezonális charter: Belgrád                                                |
| Brüsszel Airlines             | Szezonális: Brussels                                                       |
| Condor                        | Szezonális: Düsseldorf, Frankfurt, Hamburg, München                        |
| Corendon Dutch Airlines       | Szezonális: Amszterdam                                                     |
| Edelweiss Air                 | Szezonális: Zürich                                                         |
| Eurowings                     | Szezonális: Düsseldorf, Bécs                                               |
| Eurowings Discover            | Szezonális: München[forrás?]                                               |
| Jet Time                      | Szezonális charter: Helsinki                                               |
| Neos                          | Szezonális: Milan–Malpensa, Verona                                         |
| LOT                           | Szezonális: Varsó–Chopin                                                   |
| Olympic Air                   | Athens, Thessaloniki                                                       |
| Scandinavian Airlines         | Szezonális charter: Koppenhága, Gothenburg, Luleå, Oslo, Stockholm–Arlanda |
| Sky Express                   | Athens, Chios, Lemnos, Mytilene, Rhodes, Thessaloniki                      |
| Smartwings                    | Szezonális: Prága Seasonal charter: Katowice                               |
| Swiss International Air Lines | Szezonális: Genf, Zürich                                                   |
| Trade Air                     | Szezonális charter: Ljubljana                                              |
| Transavia                     | Szezonális: Amszterdam                                                     |
| TUI Airways                   | Szezonális: London–Gatwick                                                 |
| TUI fly Belgium               | Szezonális: Brüsszel                                                       |
| TUI fly Netherlands           | Szezonális: Amszterdam                                                     |
| TUI fly Nordic                | Szezonális charter: Gothenburg, Oslo, Stockholm–Arlanda                    |
| Volotea                       | Szezonális: Venice                                                         |